# Phlegra loripes
Phlegra loripes är en spindelart som beskrevs av Simon 1876. Phlegra loripes ingår i släktet Phlegra och familjen hoppspindlar. Inga underarter finns listade i Catalogue of Life.